# 突击歌
突击歌（Sturmlied）是冲锋队实际上的正式队歌，后被霍斯特·威塞尔之歌逐渐取代。

## 历史
这首纳粹歌曲的作词者是纳粹主义诗人迪特里希·埃卡特，歌词第二节作于1919年，第三节作于1921年，第一节作于1923年。三节歌词后来被整理为今日所见的顺序。乐曲则是Hans Gansser在1921年创作的。《突击歌》的第三节歌词通常都不会连同前两节一同演唱，因为其与前两节的旋律不合拍。
歌词中的短语“德意志觉醒！”（Deutschland erwache!）后被单独拿出来，成了纳粹党影响力最大的口号之一。